# Vaalwater
Vaalwater is een dorp met 4000 inwoners, in de provincie Limpopo in Zuid-Afrika. Het dorp is gelegen tussen Modimolle en Naboomspruit, aan de voet van het Waterberg-massief.

## Subplaatsen

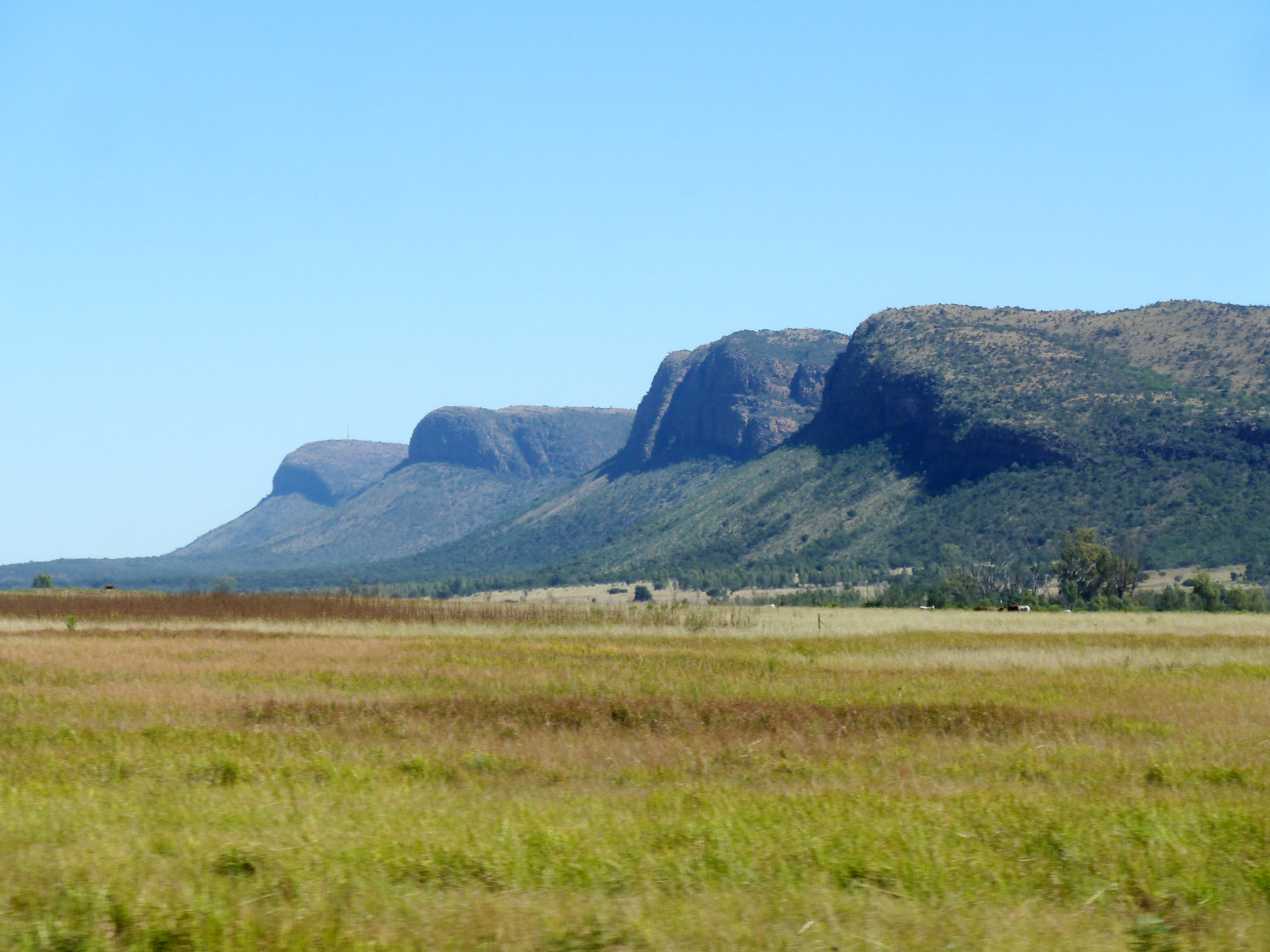
Sandrivierbergen in de Waterberg, 15 km zuid van Vaalwater

Het nationaal instituut voor de statistiek, Stats SA, deelt sinds de census 2011 deze hoofdplaats in in zogenaamde subplaatsen (sub place), c.q. slechts één subplaats:
Vaalwater SP.